# Segundo Tratado do Grande Sete
O Segundo tratado do grande Sete (NHC VII, 2) é um manuscrito apócrifo gnóstico descoberto entre os códices da Biblioteca de Nag Hammadi (Códice VII). Sua composição é datada de cerca da segunda metade do século II por sua referência à ortodoxia como sendo menor, inferior ou desconhecida..
Sete é citado na Bíblia como sendo filho de Adão e Eva (Gênesis 4:25 e seguintes). Segundo alguns gnósticos, Sete foi o primeiro a receber a revelação da gnose.

## Conteúdo
O Segundo Tratado do Grande Sete é um diálogo de revelação alegadamente entregue por Jesus Cristo para os gnósticos; o nome de Sete não ocorre no texto, se supondo que Jesus Cristo é identificado como Sete.
O texto apresenta de modo simples, a história da comissão do Salvador pela assembleia celeste, sua descida para a terra, seu encontro com os poderes terrestres e aparente sua crucificação e então o retorno ao  Pleroma.
A esta versão da história do Salvador, adicionou-se uma exortação do Salvador para seus seguidores com uma promessa de de benção futura, quando ao fim de seu discurso  diz "Descansem então comigo, meus espíritos companheiros e meus irmãos, para sempre".
Assim como no Apocalipse Gnóstico de Pedro (NHC VII, 3), a morte de Jesus Cristo não ocorreu, pensou-se que ele tivesse sofrido e morrido mas os governantes tinham capturado o homem errado, o tratado diz - assim como Basilides citado por Irineu de Lyon, que Simão Cireneu esteve envolvido nos eventos que levaram a crucificação e que outra pessoa - o próprio Simão ou o corpo que Jesus adotou - foi crucificado, enquanto Jesus ficou vivo, entretido com a ignorância e tolice dos governantes:
| “ | Eu não fui de todo atingido. Aqueles que estavam lá me puniram. E eu não morri de verdade mas aparentemente... A minha morte que eles pensaram ter acontecido, [aconteceu] a eles por seu erro e ignorância... foi outro Simão quem carregou a cruz sobre seus ombros. Foi outro a quem eles puseram a coroa de espinhos... E eu estava gargalhando por sua ignorância. | ” |
|   | — Supostamente narrado por Jesus no Segundo tratado do grande Sete. |   |

Esta é uma interpretação similar a encontrada no Alcorão e em outros textos islâmicos sobre a suposta morte de Jesus. |Até que manuscritos assim fossem encontrados, acreditava-se que esta ideia fosse apenas encontrada na teologia islâmica do século VII em relação a Jesus. Porém, alguns gnósticos acreditavam que Jesus não era um homem e sim um espírito e que, portanto, não poderia morrer (veja Docetismo).
O texto se também se opõe a Adão, Abraão, Isaque, Jacó, Davi, [[Salomão, os profetas e Moisés. O texto mostra o escárnio que os gnósticos sentiam em relação àqueles que não perceberam sua alegada verdade; que o texto bíblico era falso (pelo menos em alguns aspectos importantes) e que o Deus dos judeus não era o Deus verdadeiro.